# Octave Gréard
Octave Gréard, né le 18 avril 1828 à Vire et mort le 25 avril 1904 dans le 1er arrondissement de Paris, est un pédagogue et universitaire français.
Dans l'hommage que lui rend Le Siècle, il est écrit : « Il fut mêlé à toute l’œuvre scolaire de la Troisième République et mérita d’être appelé par Jules Ferry le premier instituteur de France ».

## Biographie

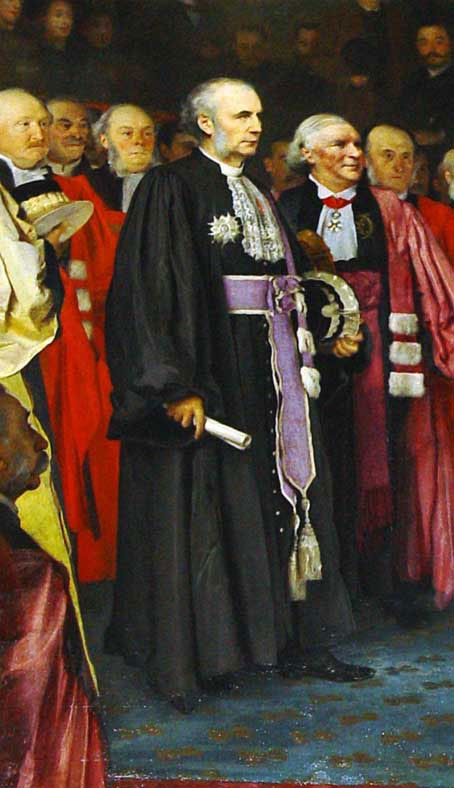
La pose de la première pierre de la nouvelle Sorbonne, le 3 août 1885, tableau de Joseph Wencker. Détail : le vice-recteur Octave Gréard.

### Origines, études et carrière d'enseignant
Fils d'un receveur des contributions indirectes, Octave Gréard fait ses études au collège de Versailles. Son proviseur note : « Caractère docile, conduite exemplaire, application soutenue, progrès rapides. Sera le modèle des écoliers jusqu'à la fin de ses études ».
Élève, à partir du 1er novembre 1849, de l'École normale supérieure (aux côtés de Pierre Émile Levasseur, Lucien-Anatole Prévost-Paradol et Émile Joseph Belot), il est chargé de cours de seconde au lycée de Metz (29 septembre 1852) puis reçu deuxième à l'agrégation de lettres (1855). Nommé professeur de troisième au lycée de Versailles (29 septembre 1855), il y est titularisé (6 juin 1856), puis est muté à Paris d'abord en qualité de professeur de seconde au lycée Napoléon (Henri IV) le 10 mars 1857, ensuite comme professeur suppléant de rhétorique au lycée Saint-Louis le 28 août 1859. Le proviseur de ce dernier établissement ne tarit pas d'éloges à son sujet : « Caractère sérieux, facile, bienveillant, professeur intelligent, zélé, instruit, parole agréable et abondante, très bon enseignement suivi avec intérêt ; le professeur corrige tous les devoirs, en rend compte, les remet aux élèves avec des annotations ».

### Haut-fonctionnaire du ministère de l'Instruction publique
Il occupe enfin des fonctions administratives : inspecteur d'académie à Paris (28 août 1864), délégué à la Préfecture de la Seine et chargé du service de l'instruction primaire (23 mars 1865), directeur général de l'Instruction publique maintenu à la Préfecture de la Seine (28 septembre 1870), directeur de l'enseignement primaire au ministère de l'Instruction publique (31 juillet 1872). En mai 1873, il est relevé de cette dernière fonction et se voit chargé de la direction de l'enseignement primaire de la Seine. Le 11 février 1879, il devient vice-recteur de Paris, en octobre 1902, vice-recteur honoraire. En avril 1904, il est vice-président du Conseil supérieur de l'Instruction publique.
Octave Gréard élabore en 1868 une nouvelle organisation des écoles primaires en trois cycles de deux ans chacun (cours élémentaire, cours moyen et cours supérieur) aboutissant au certificat d'études. Elle sera étendue à toute la France. Il est par ailleurs en grande partie à l'origine de la création des lycées de jeunes filles et joue un rôle dans la réforme du baccalauréat.
Il est considéré comme le créateur de l'école normale d'instituteurs à Paris qui en manquait cruellement.

### Honneurs et mort
Lauréat du prix Halphen en 1874, il est élu membre de l’Académie des sciences morales et politiques le 16 mai 1875 et de l'Académie française le 18 novembre 1886 et reçu le 19 janvier 1888. Il avait été tour à tour chevalier (12 août 1865), officier (7 août 1870), commandeur (20 novembre 1880), grand officier (29 décembre 1884) puis grand-croix  (19 novembre 1896) de la Légion d'honneur ; il est par ailleurs membre du Conseil de l'ordre de la Légion d'honneur.
En 1899, à l'occasion du septentenaire de l'école normale d'Orléans, son directeur Pierre Estienne lui fait cadeau de la « Notice historique de l’École normale d'instituteurs d'Orléans », que celui-ci a rédigée avec l'aide des professeurs et des anciens élèves. En 1902, Octave Gréard en fera don à la bibliothèque de la Sorbonne.
Il avait commencé des Souvenirs pédagogiques et littéraires, que sa mort (1904) l’a empêché d'achever.

## Hommages

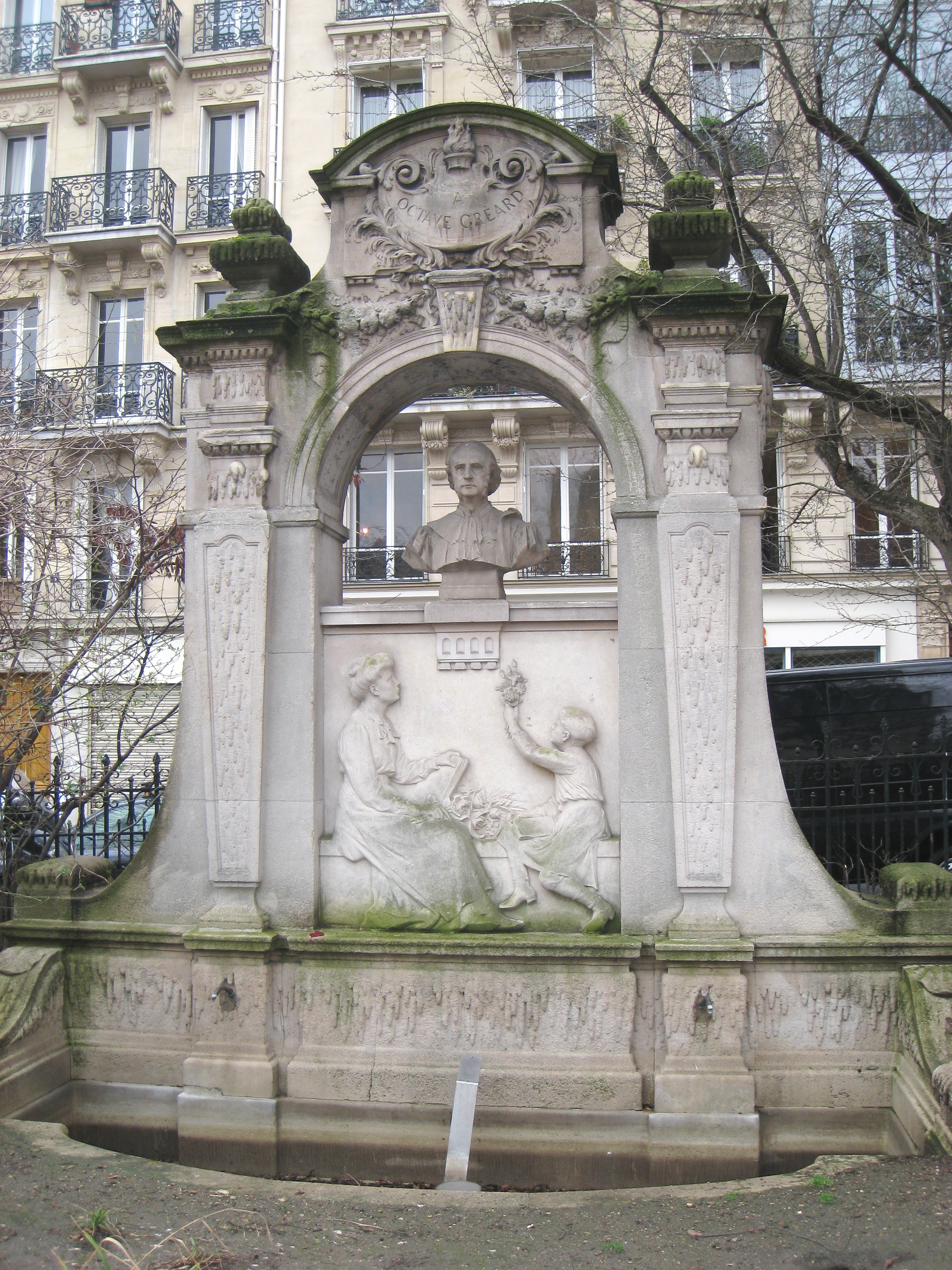
Monument à la mémoire d’Octave Gréard situé square Samuel-Paty (5e arrondissement de Paris).

Un collège portant son nom est situé dans le 8e arrondissement de Paris, 28 rue du Général-Foy. Une voie publique du 7e arrondissement de Paris, l’avenue Octave-Gréard, porte son nom depuis 1907.
Une salle d'apparat de la Sorbonne porte son nom. En face, de l'autre côté de la rue des Écoles, un monument lui rendant hommage est installé dans le square Samuel-Paty, situé place Paul-Painlevé, œuvre de Jules Chaplain (1909).

## Iconographie
Une plaquette à l'effigie d'Octave Gréard a été gravée par le médailleur Jules-Clément Chaplain en 1897. Un exemplaire en est conservé au musée Carnavalet (ND 0259).

## Principaux ouvrages
- La morale de Plutarque, Hachette, 1866
- Organisation pédagogique des écoles du département de la Seine, 1868
- La législation de l’enseignement primaire depuis 1789 jusqu'à nos jours (3 volumes), 1874
- L'Enseignement secondaire des filles, Paris, Delalain Frères, 1882
- L’Éducation des femmes par les femmes, Paris, 1887
- Éducation et instruction, 4 vol., 1888
- Prévost-Paradol: Étude suivie d'un choix de lettres, Hachette, 1889
- Edmond Schérer, Hachette, 1890
- Nos adieux à la vieille Sorbonne, Paris, Hachette, 1893